# Fànnia (dona d'Helvidi Prisc)
Fànnia (en llatí Fannia) va ser una dama romana del segle i. Formava part de la gens Fànnia, una gens romana d'origen plebeu.
Va ser la segona dona d'Helvidi Prisc. Quan Prisc va ser exiliat durant el regnat de Neró, Fànnia va acompanyar al seu marit a l'exili, a Macedònia. En el regnat de Vespasià el va acompanyar una segona vegada a l'exili. A la mort del marit va aconseguir que Herenni Seneció escrivís la vida de Prisc, i li va facilitar els diaris del seu marit. El biògraf va ser executat per ordre de Domicià i Fànnia va ser desterrada per la seva iniciativa.